# Redudasys fornerise
Redudasys fornerise is een buikharige uit de familie van de Planodasyidae. De wetenschappelijke naam van de soort werd voor het eerst geldig gepubliceerd in 1991 door Kisielewski.